# Rashawn Ross
Rashawn Ross (ur. 16 stycznia 1979) – amerykański trębacz i aranżer, najlepiej znany jako muzyk zespołu Dave Matthews Band. W 2000 ukończył Berklee College of Music. Gra w różnych gatunkach muzycznych, takich jak funk, rock, jazz, hip hop, gospel czy country.

## Z Dave Matthews Band
18 czerwca 2005 Ross po raz pierwszy zagrał wraz z Dave Matthews Band, grając utwór „Louisiana Bayou” z albumu Stand Up. W 2005 pojawiał się na koncertach sporadycznie, grając z zespołem coraz więcej utworów – kulminacją był ostatni występ podczas tej trasy koncertowej, na którym zagrał 12 utworów. W 2006 został stałym członkiem zespołu, grając i użyczając swojego głosu podczas wszystkich koncertów. Według stanu na 2011 rok Ross zagrał na 377 koncertach Dave Matthews Band.

## Nagrania sesyjne
Współpracował między innymi z takimi artystami jak: The Fugees, Maceo Parker, Christian McBride, Chaka Khan, Stevie Wonder, Willie Nelson, Sean Paul, James Hall, Taj Mahal, B Real, Chingy, Nate Dogg, Questlove, The Edge, Mobb Deep, Talib Kweli, Common, Rodney Jerkins, Christina Milan, Fred Hammond, Roy Hargrove, Nicholas Payton, Pharoah Monch, Mark Batson, Robert Randolph, Morwenna Lasko & Jay Pun, Doug E. Fresh, Kim Burrell, Richard Smallwood, Kelly Price, Me’shell Ndegeocello, The String Cheese Incident, Baaba Maal, The Warren Haynes Band oraz Femi Kuti.

## Dyskografia
- "Weekend on the Rocks" – Dave Matthews Band 2005
- "The Best of What’s Around" – Dave Matthews Band 2006
- "Live at Piedmont Park" – Dave Matthews Band 2007
- "Live at Mile High Music Festival" – Dave Matthews Band 2008
- "Europe 2009" -  Dave Matthews Band 2009
- "Big Whiskey and the GrooGrux King" – Dave Matthews Band 2009
- "Live in New York City" – Dave Matthews Band 2010
- "Live Trax Vol. 15" – Dave Matthews Band 2009
- "Live at Wrigley Field" – Dave Matthews Band 2011